# Anaspis quadrimaculata
Anaspis quadrimaculata là một loài bọ cánh cứng trong họ Scraptiidae. Loài này được Gyllenhall miêu tả khoa học năm 1817.